# Ilie Micolov
Ilie Micolov (n. 2 iulie 1950, Suceava, România – d. 21 iulie 2018, Oglinzi, Răucești, Neamț, România) a fost un cântăreț român de muzică ușoară. Este cunoscut pentru șlagărul „Dragoste la prima vedere”, albumul omonim vânzându-se în peste 600.000 de exemplare.
De profesie economist, a fost consilier pe teme muzicale al Radio România Actualități, a apărut în cadrul spectacolelor Teatrului „Constantin Tănase” din București și a susținut turnee alături de formația Romanticii.

## Discografie
Albume de studio
- „Dragoste la prima vedere” (1986), Electrecord
- „Cine te iubește” (1992), Electrecord
- „Muzică ușoară de la țară” (2005)

## Legăturiexterne
- Ilie Micolov la Discogs
- Biografie Ilie Micolov Arhivat în 27 august 2017, la Wayback Machine. BestMusic.ro
- Ilie Micolov Arhivat în 28 iulie 2018, la Wayback Machine. in presa din Suceava